# الموتى السائرون: العالم فيما بعد
الموتى السائرون: العالم فيما بعد (بالإنجليزية: The Walking Dead: World Beyond)‏ هُو مسلسل دراما ورعب وخيال علمي أمريكي ألفه سكوت إم غيمبل وماثيو نيغريت، وعُرض لأول مرة على قناة إيه إم سي في 4 أكتوبر 2020. المُسلسل مُشتق من مُسلسل الموتى السائرون ومن سلسلة الكُتب المُصورة التي تحمل نفس عُنوان هذا الأخير. المسلسل هُو الثالث ضمن عالم الموتى السائرون بعد كُل من مُسلسل الموتى السائرون ومُسلسل اخشوا الموتى السائرون. سيتألف المسلسل من موسمين مُكونين من 10 حلقا لكُل منهما.

## روابط خارجية
- الموقع الرسمي
- الموتى السائرون: العالم فيما بعد على موقع IMDb (الإنجليزية)
- الموتى السائرون: العالم فيما بعد على موقع ميتاكريتيك (الإنجليزية)
- الموتى السائرون: العالم فيما بعد على موقع روتن توميتوز (الإنجليزية)
- الموتى السائرون: العالم فيما بعد على موقع كينوبويسك (الروسية)
- الموتى السائرون: العالم فيما بعد على موقع ألو سيني (الفرنسية)
- الموتى السائرون: العالم فيما بعد على موقع قاعدة بيانات الفيلم (الإنجليزية)